# Xã Feeley, Quận Itasca, Minnesota
Xã Feeley (tiếng Anh: Feeley Township) là một xã thuộc quận Itasca, tiểu bang Minnesota, Hoa Kỳ. Năm 2010, dân số của xã này là 306 người.